# جورج لانگ (پژوهشگر)
جورج لانگ (انگلیسی: George Long؛ ۴ نوامبر ۱۸۰۰ – ۱۰ اوت ۱۸۷۹) استاد دانشگاه، نویسنده، و مترجم در مطالعات کلاسیک اهل پادشاهی متحد بریتانیای کبیر و ایرلند بود.